# Hydraena castanea
Hydraena castanea är en skalbaggsart som beskrevs av Deane 1937. Hydraena castanea ingår i släktet Hydraena och familjen vattenbrynsbaggar. Inga underarter finns listade i Catalogue of Life.